# 고형진
고형진 (1982년 6월 20일 ~ )은 대한민국의 축구 심판이다. 현재 FIFA 국제 심판으로 활동하고 있다.

## 참여 대회
- K리그1
- AFC 챔피언스리그
- 2019년 AFC 아시안컵
- 2019년 FIFA U-17 월드컵
- 2020년 AFC U-23 챔피언십